# Theodor Oberländer

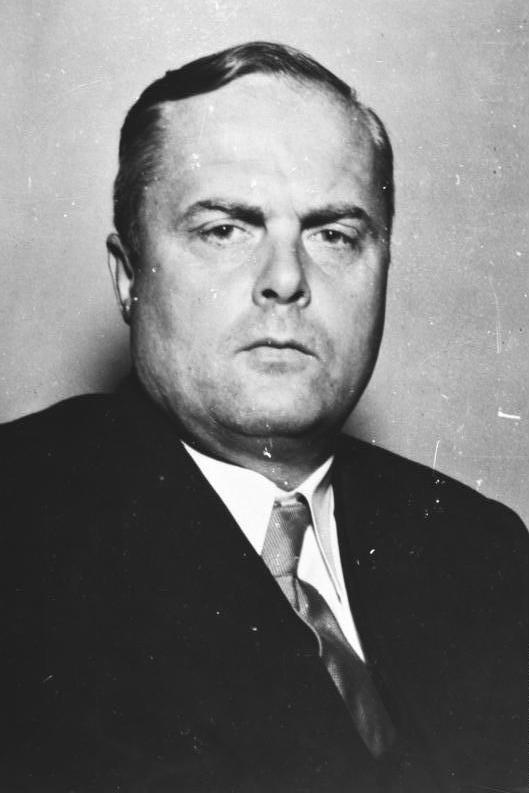
Theodor Oberländer (1952)

Theodor Erich Ernst Emil Otto Oberländer (* 1. Mai 1905 in Meiningen; † 4. Mai 1998 in Bonn) war ein deutscher Agrarwissenschaftler, Politiker und Industrieberater. Oberländer war Nationalsozialist und betrieb für die Partei Ostforschung. Als Politiker (GB/BHE, CDU) war er von 1953 bis 1960 Bundesminister für Vertriebene, Flüchtlinge und Kriegsgeschädigte. Er trat am 4. Mai 1960 zurück. Vorangegangen war eine seit 1959 heftig geführte Auseinandersetzung über seine Rolle in der Zeit des Nationalsozialismus, die von der DDR-Administration juristisch wie geheimdienstlich unterstützt wurde. Er war „Politoffizier“ des Bataillons Nachtigall während des Massakers von Lemberg an der jüdischen Bevölkerung am 30. Juni 1941. Von 1953 bis 1961 sowie 1963 bis 1965 war er Mitglied des Deutschen Bundestages.

## Leben und Beruf vor 1945
Theodor Erich Oberländer wurde 1905 in Meiningen (damals Residenzstadt des kleinen Herzogtums Sachsen-Meiningen im heutigen Thüringen) als Sohn des höheren Regierungsbeamten (Geheimer Regierungsrat) Oskar Oberländer und seiner Frau Klara Oberländer, geborene Müller, geboren. Er war evangelischer Konfession. Bereits 1920 trat er der völkischen Jugendorganisation Adler und Falken bei. 1923 erlangte er das Abitur auf dem humanistischen Bernhardinum in Meiningen. Von 1923 bis 1927 studierte er Agrarwissenschaft an der Ludwig-Maximilians-Universität München, der Universität Hamburg und der Friedrich-Wilhelms-Universität zu Berlin mit einem Abschluss als Diplomlandwirt. Er wurde 1923 in München Mitglied der Studentenverbindung Greif in der Deutschen Gildenschaft und wechselte 1925 zur Skuld in Königsberg. 1928 folgte ein halbjähriger Aufenthalt in der Sowjetunion als Mitarbeiter der DRUSAG (Deutsch-russische Saatbau AG). Am 2. März 1929 wurde er in Berlin zum Dr. agr. promoviert (Dissertation: Die Grundlagen der Landwirtschaft in Litauen, summa cum laude).
Oberländer ging danach als Volontär an das Institut für Ostdeutsche Wirtschaft, das Adolf Tortilowicz von Batocki-Friebe an der Albertus-Universität Königsberg gegründet hatte. Dort wurde er am 8. Februar 1930 auch zum Doktor der Staats- und Wirtschaftswissenschaften (Dr. rer. pol.) promoviert.
1930 bis 1931 folgte ein eineinhalbjähriger landwirtschaftlicher Aufenthalt in der Sowjetunion, in der Republik China, in Kanada und in den Vereinigten Staaten, wo er bei Ford arbeitete.
Anfang Oktober 1931 kehrte er als Assistent an das Institut für Ostdeutsche Wirtschaft in Königsberg zurück. Nachdem er 1932 erfolglos zum Reichsleiter der Deutschen Gildenschaft kandidiert hatte, spaltete er (bis zum April 1933) die eigene Hohnsteiner Arbeitsgemeinschaft Deutscher Hochschuldgilden (HAG) ab, als deren „Beauftragter“ er fungierte. 1958 trat er der wiedergegründeten Deutschen Gildenschaft wieder bei.
In Königsberg machte er schnell akademische Karriere bis zum Zerwürfnis mit NSDAP-Gauleiter Erich Koch im Jahr 1937. Am 1. März 1933 wurde er Direktor des Instituts für Osteuropäische Wirtschaft. Am 17. Dezember 1933 folgte die Habilitation, am 1. April 1937 erhielt er die Professur für osteuropäische Wirtschaft in der Rechts- und Staatswissenschaftlichen Fakultät in Königsberg. 1933 bis 1934 hielt er auch agrarwissenschaftliche Vorlesungen an der Technischen Hochschule Danzig.
Im September 1937 musste Oberländer auf Betreiben der ostpreußischen Gauleitung die Königsberger Universität verlassen, wogegen er ohne Erfolg gerichtlich vorging. In einem Schreiben vom 22. Dezember 1937 meldete das Reichserziehungsministerium an Rudolf Heß, Oberländers Professur in Königsberg habe „in weitgehendem Umfange“ lediglich politischen statt wissenschaftlichen Charakter gehabt und man habe ihn an die Ernst-Moritz-Arndt-Universität Greifswald versetzt, wo er in Zukunft mit Ostforschung nichts mehr zu tun haben werde.
Durch Ministererlass vom 12. November 1937 wechselte Oberländer bis 1940 an die Universität Greifswald, wo er Mitdirektor des Staatswissenschaftlichen Seminars wurde.
Zum 1. Oktober 1940 wechselte Oberländer als ordentlicher Professor an die deutschsprachige Karl-Ferdinands-Universität in Prag, das als Teil des „Protektorats Böhmen und Mähren“ unter Besetzung NS-Deutschlands stand. Am 15. Januar 1941 wurde er zum Dekan der Rechts- und Staatswissenschaftlichen Fakultät ernannt. Am 29. Mai 1941 übernahm er zusätzlich als Kommissar die Juristische Fakultät der von den Deutschen geschlossenen Karls-Universität Prag. Er hatte dafür zu sorgen, dass von den tschechischen Angestellten „die Wiederaufnahme der Arbeiten nicht zur Durchführung eines versteckten Lehrbetriebes mißbraucht wird.“ Während das Dekanat bereits zum Frühjahr 1942 endete, wurde er von seiner Kommissartätigkeit erst ab dem 8. Juni 1943 entbunden. Denn bereits seit dem 8. Mai 1941 befand er sich im Einsatz beim Bataillon „Nachtigall“. Im Juni 1942 wurde er dann endgültig zum Honorarprofessor herabgestuft. Denn tatsächlich befand er sich bis April 1945 im militärischen Einsatz und leitete u. a. bis Frühjahr 1945 ein Schulungslager für die von der SS zusammengestellten Führungskräfte der Wlassow-Armee in Dabendorf bei Zossen. Hier ging es um die weltanschauliche Ausrichtung der, in Kriegsgefangenenlagern angeworbenen Führungskräfte entsprechend der NS-Ideologie.

### Forschungstätigkeit
Oberländer widmete sich vor dem Hintergrund seiner agrarwissenschaftlichen Tätigkeit vor allem der Ostforschung, die sich zum Ziel gesetzt hatte, den deutschen Herrschaftsanspruch über den osteuropäischen Raum wissenschaftlich zu untermauern. Zu diesem Zweck gründeten sich 1931 in der Deutschen Forschungsgemeinschaft die Volksdeutschen Forschungsgemeinschaften (VFG; siehe Volks- und Kulturbodenforschung). Oberländer wurde am 19. Dezember 1933 zunächst Geschäftsführer, am 27. März 1934 aber durch Emil Meynen abgelöst. Oberländer blieb jedoch Vorstandsmitglied in der ebenfalls am 19. Dezember 1933 gegründeten Unterorganisation Nordostdeutsche Forschungsgemeinschaft (NODFG) in Berlin.
In seinen Publikationen behauptete Oberländer, dass „für ganz Europa […] das Anschwellen der gesamtslawischen Bevölkerung zu einer ernsten Gefahr werden“ könne. Eine weitere Gefahr stelle das Judentum dar, das in Osteuropa den Kommunismus verbreite. Vor allem sein wissenschaftlicher Mitarbeiter Peter Heinz Seraphim veröffentlichte dazu mehrere antisemitische Schriften, von denen einige unter Oberländers Mitwirkung herausgegeben wurden. Beide Akteure verband eine rassisch geprägte Weltanschauung, die Befürwortung der vom NS-Regime vorangetriebenen Eroberungsstrategie in Richtung Osten und die mit vermeintlichen „Forschungsansätzen“ begründete Notwendigkeit zur Ausrottung der slawischen Völker. Insofern bedienten sie sich der in diesen Ländern angesiedelten deutschen Minderheiten und instrumentalisierten sie zur Kriegsvorbereitung.
Nach dem Überfall auf Polen setzte er sich für die kompromisslose ethnische Säuberung des von Deutschland annektierten Westpolens ein. Er hielt sie für „eine absolute Notwendigkeit, wenn die Reinerhaltung der Rasse gewährleistet sein soll.“ Am 27. Juni 1940 begann im besetzten Polen die erste Arbeitstagung des Instituts für Deutsche Ostarbeit Krakau, die von Generalgouverneur Frank persönlich eröffnet wurde und bei der NODFG-Vorstandsmitglied Oberländer als einer von elf geladenen NS-Hochschuldozenten referierte. Mit Beginn des Zweiten Weltkrieges bis 1945 verband Oberländer die von ihm organisierte „Volkstumsarbeit“ mit nachrichtendienstlichen Aktivitäten, die Diversion und Anwerbung von Informanten unter den deutschen Minderheiten sowie später unter den von der SS rekrutierten Kriegsgefangenen einschloss.
Im Oktober 1944 wurde er Mitglied der Arbeitsgemeinschaft zur Erforschung der bolschewistischen Weltgefahr im Einsatzstab Reichsleiter Rosenberg der NSDAP, die jedoch bis Kriegsende nur eine einzige Fachtagung abhielt (Prag, 31. Oktober bis 2. November 1944).

### Nationalsozialistische Tätigkeit
Nach dem Ersten Weltkrieg war Oberländer Mitglied der Gilde Greif, einer aus der Jugendbewegung hervorgegangenen Studentenverbindung. Im Rahmen einer Wehrsportübung in Forstenried nahmen er und weitere Mitglieder der Gilde am 9. November 1923 am Hitlerputsch in München teil, nach eigenem Bekunden „eher zufällig“. Für die Teilnahme am Hitlerputsch saß er vier Tage in Haft.
Oberländer wurde danach vorübergehend Mitglied der rechtsextremen paramilitärischen Vereinigung Bund Oberland und des Deutschvölkischen Schutz- und Trutzbundes.
Zum 1. Mai 1933 trat Oberländer in die NSDAP ein (Mitgliedsnummer 2.331.552). Vom 1. Juli 1933 bis zum 1. Juni 1937 war er in leitender Position (Gauamtsleiter des Gau-Grenzlandamtes) Mitglied der NS-Gauleitung von Ostpreußen.
Am 26. Mai 1933 wurde Oberländer Leiter der Landesgruppe Ostpreußen des neugegründeten nationalsozialistischen Bundes Deutscher Osten. Auf persönlichen Vorschlag von Rudolf Heß wurde er am 8. Oktober 1934 zum Leiter dieser Organisation ernannt. Auf einer BDO-Tagung in Bochum unter Oberländers Vorsitz, bei der auch Hitler zugegen war, kam es zu derart wüsten antipolnischen Ausfälligkeiten einiger Redner, dass darüber dem polnischen Außenministerium berichtet wurde. Als BDO-Chef war Oberländer federführend an den Germanisierungsmaßnahmen der ostpreußischen Gauleitung in Masuren beteiligt. Mit den organisatorischen Möglichkeiten des BDO baute er gezielt einen Nachrichtendienst, der sich mit geheimdienstlichen Methoden um die Belange der Volksdeutschen in Osteuropa bemühte, auf. Das dazu eingesetzte Netzwerk, zu denen auch geheime Informanten gehörten, beschaffte Informationen aus den jeweiligen Ländern, die zur Planung der Eroberung- und Siedlungspläne für Osteuropa den militärischen und nachrichtendienstlichen Organisationen, hauptsächlich der Abwehr des Dritten Reiches zur Verfügung standen. Die von Oberländer in seinen Berichten dabei abgegebenen Bewertungen waren rassisch und deutlich nationalsozialistisch geprägt. Vor allem plädierte er dafür, den „Volkstumskampf“ unter dem Deckmantel des Friedens zu führen.
Im Januar 1934 wurde Oberländer „Dozent für Ostfragen“ beim Außenpolitischen Amt der NSDAP und hielt Vorträge vor NS-Funktionären.
1934 wurde Oberländer Leiter des Landesverbandes Ostpreußen des nationalsozialistischen Volksbundes für das Deutschtum im Ausland (VDA).
Am 13. Juli 1934 wurden im litauischen Memelgebiet die beiden örtlichen Naziparteien wegen Hochverrates verboten. Ihren Führern wurde in Kaunas der Neumann-Sass-Prozess (14. Dezember 1934 bis 26. März 1935) gemacht, der international Aufsehen erregte. In der Anklageschrift wurde Oberländer als „Berater für Ostfragen“ der NSDAP identifiziert, der von Ostpreußen und Berlin aus auf zahlreiche Personal- und Sachentscheidungen Einfluss nahm und im Memelland einen Putsch nach dem Muster Österreichs mit vorbereitet hatte. Für Oberländers Mitwirkung am Fememord an dem memelländischen NS-Funktionär Georg Jesuttis, wie 1935 von Emigranten behauptet, gibt es keine Belege. Nach Verkündung der Urteile hielt Oberländer auf einer VDA-Veranstaltung eine Drohrede gegen Litauen.
Am 31. März 1936 beantragte Oberländer bei der Reichsleitung der NSDAP wegen seiner Teilnahme am Hitlerputsch die Verleihung des Blutordens. Der Antrag wurde abgelehnt, weil Oberländer sich nach 1923 nicht weiter in der NSDAP engagiert hatte.
Im November 1936 lehrte Oberländer als Gastdozent an der NS-Ordensburg Vogelsang.
Am 1. Februar 1937 wurden VDA und BDO der neugegründeten Volksdeutschen Mittelstelle der SS unterstellt, die nunmehr die gesamte politische Arbeit unter den Volksdeutschen bündeln sollte. Da Oberländer der SS zu eigenwillig und nicht linientreu genug erschien, beendete im Frühjahr 1937 eine innerparteiliche Intrige zwischen SS und Ostpreußens Gauleiter Koch seine Karriere. Koch behauptete, Oberländer habe streng vertrauliche Parteischreiben verschwinden lassen, und entband ihn zum 1. Juni 1937 sämtlicher Funktionen in der Gauleitung Ostpreußens. Verhöre und Haussuchungen erbrachten keine Beweise für diese Behauptung, Oberländer musste aber auf Anweisung Kochs den Gau verlassen.
Am 31. Juli 1937 entband der Leiter der Volksdeutschen Mittelstelle, Werner Lorenz, nach entsprechenden Eingaben durch den Gauleiter Koch Oberländer außerdem von sämtlichen Funktionen in VDA und BDO.
Oberländers Partei- und Verbandskarriere war damit beendet, er stand bis Kriegsende unter Beobachtung des SD und galt offiziell als politisch „etwas zweifelhaft“.

### Karriere in Armee und Geheimdienst
1923 und 1924 leistete Oberländer je fünf Monate als Zeitfreiwilliger bei einem Infanterieregiment der Reichswehr ab und nahm regelmäßig an Reserveübungen teil. 1933 war er Feldwebel der Reserve, 1937 Leutnant der Reserve.
Über seine Aufenthalte in der Sowjetunion (1930, 1932 und 1934) verfasste er Berichte an „politische und militärische Stellen“. Sein Zusammentreffen mit Karl Radek 1934 soll einer der Anklagepunkte im Schauprozess gegen Radek 1937 gewesen sein.
Von 1933 bis 1937 war Oberländer als Leiter des Gaugrenzlandamtes für die Überwachung der nationalen Minderheiten in Ostpreußen zuständig und organisierte durch BDO und VDA im angrenzenden Ausland ein Netzwerk aus Informanten (Bund heimattreuer Posener, Bund heimattreuer Ost- und Westpreußen und andere), das allein in Polen aus 300 Personen bestanden haben soll. Bereits in dieser Zeit arbeitete Oberländer mit der Abwehr und dessen Abteilung II (Sabotage und Sonderaufgaben) zusammen. Oberländer: „Zwischen Abwehr II und den volksdeutschen Verbänden kam es zu einer engeren Zusammenarbeit. Es gab keine Tagung, an der nicht Offiziere von Abwehr II teilnahmen.“
Nach dem Ende seiner Partei- und Verbandskarriere wurde Oberländer 1937 von der Abwehr angeworben. Bis 1943 war er für die Abteilung II (Sabotage und Sonderaufgaben) tätig.
Am 2. Oktober 1937 beorderte das Reichskriegsministerium Oberländer zur Verwendung als Osteuropaexperte nach Berlin, wo er sich bis zum 31. Januar 1938 aufhielt, während dieser Zeit war er formal wegen zweier „Reserveübungen“ von seiner Lehrtätigkeit beurlaubt.
Zum 1. Juli 1938 wurde er Obersturmführer in der SA.
Von Ende Mai bis Mitte August 1939 folgten erneute Beurlaubungen zu „Reserveübungen“, diesmal zur Abwehrstelle II in Schlesien „zur Durchführung besonderer Aufgaben, verbunden mit einer Auslandsreise“. Diese Geheimdienstfiliale bildete zu dieser Zeit Einheiten in Zivil aus, die während des Überfalls auf Polen unter anderem im Oberschlesischen Industriegebiet Objekte besetzten. Sie lieferte auch die polnischen Uniformen und Ausrüstungsgegenstände, die beim Überfall auf den Sender Gleiwitz verwendet wurden.
Anfang 1941 war Oberländer, jetzt Oberleutnant der Reserve, bei der Abwehrstelle II in Krakau als „Sachverständiger für ukrainische Fragen“ tätig. In dieser Eigenschaft war er im Auftrag des OKW an Verhandlungen mit den ukrainischen Nationalisten unter Stepan Bandera beteiligt.

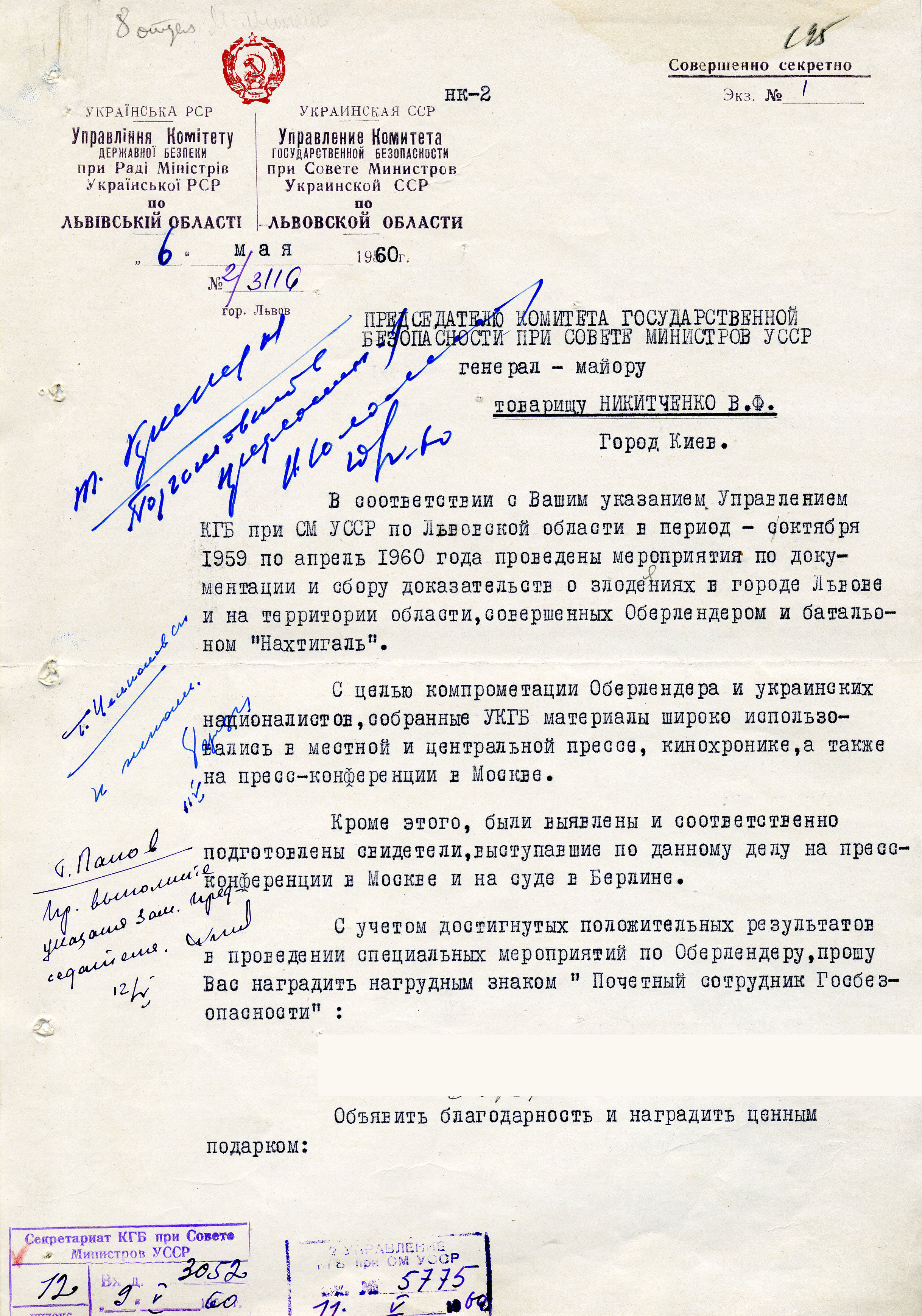
KGB-Dokument zu Aktivitäten Oberländers und des ukrainischen Nachtigall-Bataillons (1959)

Am 8. Mai 1941 trat Oberländer seinen Dienst beim Bataillon Nachtigall an, einer Einheit aus polnischen und französischen Kriegsgefangenen ukrainischer Nationalität, die der Abwehr unterstand. Oberländer fungierte als Ausbilder, Dolmetscher und „Sachverständiger für die Behandlung fremden Volkstums“ und stand dem Befehlshaber der Einheit, Oberleutnant Albrecht Herzner, als Verbindungsoffizier zur Seite.
Am 18. Juni 1941 wurde Nachtigall in Richtung sowjetischer Grenze in Marsch gesetzt und erhielt am 29. Juni den Befehl, bei der Besetzung von Lemberg mitzuwirken. Die Einheit drang noch vor der Wehrmacht nachts in die Stadt ein und besetzte unter anderem den Radiosender, über den am 30. Juni 1941 die Unabhängigkeit der Westukraine verkündet wurde. Erst am Nachmittag machten reguläre Einheiten der Wehrmacht dem ein Ende, und der verantwortliche Nationalistenführer Stepan Bandera wurde am 5. Juli verhaftet.
Oberländer befand sich bis zum 6. Juli 1941 in Lemberg, in dieser Zeit beteiligten sich Angehörige seiner Einheit zusammen mit ortsansässigen Kollaborateuren an systematischen Massenmorden an der Zivilbevölkerung, dem sogenannten Massaker von Lemberg. Ein schriftlicher Befehl Oberländers hierzu hat sich im Nachhinein nicht gefunden, er selbst hat jede Beteiligung an dem Massaker geleugnet. Unter den jüdischen Zivilisten, die von Nachtigall-Angehörigen misshandelt wurden, befand sich auch der junge Simon Wiesenthal, der deshalb nach dem Krieg jeden persönlichen Kontakt zu Oberländer strikt ablehnte.
Nachdem die den Kollaborateuren aufgetischte Lüge nicht mehr haltbar war, dass die Westukraine nicht unabhängig, sondern ab 1. August 1941 Teil des deutschen Generalgouvernements werden sollte, wurden die baltischen und ukrainischen Kämpfer unzuverlässig, und Desertionen häuften sich. Am 25. Juli 1941 inspizierte Admiral Canaris die Einheit in der Nähe von Winniza und befahl am 30. Juli ihre Auflösung. Oberländer begleitete die Einheit zurück nach Krakau, wo sie am 15. August entwaffnet und interniert wurde.
Oberländer blieb als Verbindungsoffizier der Abwehr II beim AOK XVII der Heeresgruppe Süd in Poltawa, in dieser Zeit soll er auch die Bildung der Sabotageeinheit Tamara II betreut haben.
Am 14. Oktober 1941 erhielt Oberländer den Befehl zur Aufstellung und Ausbildung einer weiteren Geheimdienst-Einheit, des Sonderverbandes Bergmann, deren Kommandeur er bis 1943 war. Die Einheit wurde aus sowjetischen und französischen Kriegsgefangenen kaukasischer Herkunft rekrutiert und sollte durch Eroberung des Kreuzpasses die Besetzung Georgiens sichern, wozu es aber nicht kam.
Die Einsatzkräfte der Einheit „Bergmann“ wurden von November 1941 bis Juli 1942 in Neuhammer und Mittenwald (Gebirgs- und Winterkampfschule) ausgebildet, erreichte am 25. August 1942 Pjatigorsk und waren dann bis zum 11. Januar 1943 im Nordkaukasus eingesetzt. Oberländer wurde ein Frontabschnitt bei Naltschik zugeteilt, von wo aus er außerdem Widerstandsgruppen bekämpfte und Anschläge und Sabotageaktionen hinter den feindlichen Linien durchführte. Anfang Oktober 1942 wurde Oberländer durch General von Kleist mit der Kontrolle der Kriegsgefangenenlager im Nordkaukasus beauftragt, in die er Beobachter entsandte. Sowjetische Quellen beschuldigten Oberländer später, sich persönlich für eine Verschlechterung der Haftbedingungen sowjetischer Kriegsgefangener eingesetzt zu haben, um sie zur Kollaboration zu zwingen. Oberländer stritt die Anschuldigungen ab und behauptete, er habe sich im Gegenteil für die Verbesserung der Haftbedingungen eingesetzt, an denen fast 50 % aller kaukasischen Kriegsgefangenen starben. In dem 1965 in der DDR erschienenen Braunbuch: Kriegs- und Naziverbrecher in der Bundesrepublik. wurde Oberländer beschuldigt, mehrere Angehörige seiner Sondertruppe wegen Verweigerung der Teilnahme an Verbrechen vor ein Kriegsgericht gestellt zu haben, von dem sie zum Tode verurteilt wurden.
In Oberländers Einsatzbereich führte die SS-Einsatzgruppe D unter Walther Bierkamp Massenmorde an der jüdischen Bevölkerung durch. Am 19. August und am 20. September 1942 wurden bereits 850 Bergjuden in der Nähe von Mosdok (Kolchosen Bogdanovka und Menžinskoe) ermordet, weitere 1000 fielen den Deutschen im Oktober 1942 in Naltschik in die Hände, die zum Tragen des Judensterns und zur Zwangsarbeit gezwungen wurden. Oberländer, der von der SS als Sachverständiger hinzugezogen wurde, bezeugte, dass die Bergjuden rassisch gesehen keine wirklichen Juden, sondern lediglich konvertierte Kaukasier seien, so dass die SS auf ihre Ermordung bis zum deutschen Rückzug verzichtete.
Da Oberländers Einheit mittlerweile nicht mehr „abwehrmäßig eingesetzt“ war, gab die Abwehr sie Mitte Dezember 1942 an das Oberkommando des Heeres (OKH) ab. Nach dem Rückzug der Wehrmacht aus dem Kaukasus wurde sie auf die Krim verlegt, wo sie nordöstlich von Sewastopol zur Bekämpfung von Widerstandsgruppen eingesetzt wurde. Bis spätestens August 1943 behielt Oberländer das Kommando.

### Oberländers Denkschriften
Zur Berichterstattung über die von ihm zu verantwortenden Aufgabengebiete verpflichtet, verfasste Oberländer als Abwehr-Offizier mindestens sieben Denkschriften (Oktober 1941 bis Juni 1943) bzw. als Offizier der Wehrmacht drei weitere (März bis Juni 1943). und weitere auftragsbezogene Berichte. Die Denkschriften wurden sowohl im Ostministerium, dem Bereich Fremde Heere im OKW und in ausgewählten Wehrmachtseinheiten im Bereich der Ostfront in größeren Stückzahlen verbreitet, Mindestens zwei davon wurden Hitler persönlich vorgelegt. 1987 wurden sechs der Denkschriften von der Zeitgeschichtlichen Forschungsstelle Ingolstadt unter dem Titel „Der Osten und die deutsche Wehrmacht“ veröffentlicht. In ihnen bekannte er sich ausdrücklich zu Hitlers Kriegszielen: Trennung der eroberten Gebiete von der Sowjetunion (S. 93) unter Ausschaltung des Judentums (S. 94) und Schaffung eines von Deutschland geführten Großraums Europa (S. 109). Die Deutschen seien das „zur Führung berufene Volk“ (S. 109). Zudem müsse der Kaukasus von Deutschland erobert werden, um diesen Großraum „im Kampf gegen Bolschewismus und Amerikanismus“ blockadefest zu machen (S. 43, 48). Deutsche „Siedlungsziele“ seien am besten „so zu stecken, daß bei einem Optimum an neuem Volksboden möglichst wenige Völker von ihnen betroffen werden und dadurch in Gegensatz zu uns geraten“ (S. 114–115).
Oberländer appellierte jedoch als überzeugter Nationalsozialist (S. 107) an „das staatsmännische Genie des Führers“ (S. 107–108), einen Politikwechsel zu veranlassen. Scharfe Kritik übte er dabei an der brutalen deutschen Besatzungspolitik vor allem seines alten Rivalen Erich Koch (S. 68–84, 112, 115, 123), der dem Punkt 24 des NSDAP-Parteiprogramms zuwiderhandle (S. 116). Oberländer lehnte jeden Rassismus gegenüber der osteuropäischen Bevölkerung ab, diese bestehe keineswegs aus Untermenschen (S. 121), „der Anteil der nordischen Rasse“ sei sogar „erheblich höher als gemeinhin angenommen“ (S. 114). Die deutsche Besatzungspolitik widerspreche den Reichsinteressen (S. 113), da sie selbst die kollaborationswillige Bevölkerung in eine „deutschfeindliche Einheitsfront“ zwinge (S. 114). Man müsse aufhören, die besetzten Gebiete als Kolonie zu behandeln (S. 113) und öffentlich „uferlose Siedlungsziele“ zu propagieren (S. 123, ein Seitenhieb gegen den berüchtigten Generalplan Ost seines Fachkollegen Konrad Meyer), die Ukrainer z. B. seien potenziell kollaborationswillig („Polen gegen uns, Ukrainer für uns“, S. 114–115). In den besetzten Gebieten müsse eine gewisse Selbstverwaltung ermöglicht werden, wobei die „Militär- und Wirtschaftsverwaltung in deutscher Hand“ verbleiben müsse (S. 47). Wenn ein solcher „psychologische Sieg der Etappe“ gelinge, „sind wir nicht zu schlagen, wie lange der Krieg auch dauern mag“ (S. 101). Erlaube man in großem Stil die Aufstellung von Armeen aus Kollaborateuren, spare dies „kostbares deutsches Blut“ (S. 98, 100, 112, 125). Ohne einen radikalen Politikwechsel könne der Krieg militärisch aber nicht mehr gewonnen werden (S. 121), und Deutschland müsse „im Kampf mit dem Slawentum für Klein-Europa gegen Osteuropa verbluten“ (S. 127). Oberländers Denkschriften, vor allem die letzte vom 22. Juni 1943, wurden zwar in Ostministerium und Armee wie die Vorangegangenen weiterverteilt, aber die darin enthaltenen Vorschläge Hinsicht der zukünftig einzuschlagenden Ostpolitik entsprachen nicht der von SS und SD vollzogenen Vernichtungsstrategie. Auch standen sie im diametralen Gegensatz zu der von Adolf Hitler geplanten Form der Ausübung der Besatzungsmacht in den okkupierten Gebieten. Obwohl sich Oberländer und die an der Ausarbeitung der Texte beteiligten Akteure damit in keinster Weise von den Kriegszielen des NS-Staats distanzierten, stießen die zukünftig vorgeschlagenen Methoden, hier als „politische Waffen“ bezeichnet, auf heftigen Widerspruch.
Am 4. August 1943 wurde Oberländer ins Führerhauptquartier befohlen, wo ihm das Kommando über seine Einheit entzogen wurde. Die bisherige Struktur der Einheit Bergmann wurde aufgelöst, sie in drei separate Bataillone aufgeteilt und an anderen Brennpunkten, so auch zur Niederschlagung des Warschauer Aufstandes, eingesetzt. Zurück auf der Krim verabschiedete sich Oberländer am 22. August 1943 von seiner Einheit und kehrte nach Prag und später nach Berlin zurück. An seinem früheren Wirkungspunkt Prag wurde er zeitweilig vom SD unter Hausarrest gestellt. Spätestens ab hier beginnt rückwirkend die von Oberländer später selbst und durch die Organisation Gehlen ab 1946 gezielt eingeleitete Legendenbildung um ihn als vermeintlichen Widerständler gegen das NS-Regime aufzubauen. Angeblich will er von Prag aus zu einem Lehrgang an die Bataillonsführerschule Antwerpen geschickt und dann am 11. November 1943 ohne offizielle Angabe von Gründen aus der Wehrmacht entlassen worden sein. Tatsächlich war er noch 1943 mit der von ihm kommandierten Einheit an Sabotagehandlungen hinter den Frontlinien, an brutalen Aktionen gegen die Zivilbevölkerung und die Partisanenbewegung im umkämpften Raum beteiligt. Von der Sondertruppe „Bergmann“ wechselte er dann zu den von der SS zusammengestellten sogenannten „Wlassow-Truppen“ (ROA), wo er unter anderem die Leitung des Schulungslagers in Dabendorf bei Zossen übernahm. Sein Büro hatte er hier auf Wehrmachts-Gelände. In dieser Position wurde er noch zum Major befördert. Mit dem weiteren Vorrücken der Roten Armee auf Berlin wich er in den südlichen Raum aus und wechselte dann im Gebiet der Tschechoslowakei in eine SS-Einheit. Sein Ziel bestand darin, nicht in sowjetische Gefangenschaft zu geraten, deshalb stellte er sich am 23. April 1945 US-amerikanischen Einheiten auf tschechischem Territorium.

## Leben und Karriere nach 1945

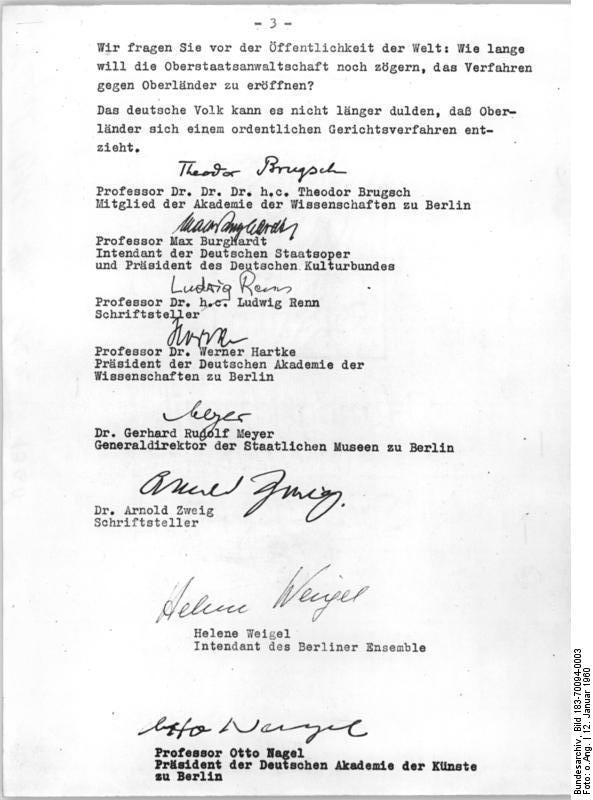
Aufruf zur Anklage Theodor Oberländers von Vertretern aus Kultur und Wissenschaft der DDR

Von 1945 bis Mitte 1946 befand sich Oberländer in US-amerikanischer Kriegsgefangenschaft. Danach war er kurzzeitig als Landarbeiter im Kreis Uelzen und später als Geschäftsführer der Samenzuchtfirma TERRA in Bayern tätig.
Gezielt wurde Oberländer im Sommer 1946 durch Hermann Baun in die im Aufbau befindliche Organisation Gehlen (OG) geholt, um sich seine Erfahrungen im geheimdienstlichen Kampf gegen die Sowjetunion und weitere östliche Staaten nutzbar zu machen. Dabei stand im Mittelpunkt, über ihn und weitere Mittelsmänner aus seiner früheren NS-Ostforschung und dem geheimdienstlichen Wirken an der Seite der militärischen Abwehr das benötigte Material für die Inszenierung eines „kalten Krieges“ gegen die Sowjetunion als Siegermacht des Zweiten Weltkrieges heranzuschaffen. Wenige Jahre später, dann im System der Organisation Gehlen gut platziert, bekundete er 1948, dass damit nun der endgültige Sieg des Westens herbeigeführt werden müsse. In der Organisation Gehlen war Oberländer Teil der sogenannten „Professorengruppe“ in der er zur geheimdienstlichen Informationsbeschaffung, zur Anwerbung und dem Tippen von wichtigen Informanten und für das Schreiben von Expertisen für den Nachrichtendienst eingesetzt war. Vor allem half ihm bei der Rekrutierung von früheren NS-Ostforschern, die meist durch Verbrechen während des Dritten Reiches belastet waren, das aufrechterhaltene Netzwerk zu früheren Mitbeteiligten der Volkstumsstrategie und der Abwehrarbeit. So warb er u. a. den ersten Leiter der Wirtschaftsauswertung, Helmut Klocke, an. Oberländer erhielt zudem den Auftrag durch die OG, über den sowjetischen Nachrichtendienst und dessen Praktiken ein Propagandapamphlet zu verfassen, um damit die antisowjetische Stimmung anzuheizen. Innerhalb der Organisation Gehlen galt Oberländer als einschlägiger Experte für psychologische Kriegführung. Schwierig war nur, dass er zu dieser Zeit das pflichtgemäße Entnazifizierungsverfahren noch nicht durchlaufen hatte.
Bereits seit Anfang 1946 bereitete sich Oberländer auf das für Ende des Jahres in Bad Kissingen angesetzte Spruchkammerverfahren vor. Um ihn für die neu von ihm eingenommene Position in der Organisation Gehlen zu erhalten, erhielt er handfeste Unterstützung durch den Juristen der Organisation Gehlen, Paul Hänisch. Dabei wurde die Legende aufgebaut, dass Oberländer angeblich 1943 aus der Wehrmacht wegen seiner ns-kritischen Haltung entlassen worden sei. Dazu gehörte auch sein weiteres Wirken in der Wlassow-Gruppe bis zum Kriegsende zu verschweigen. Zusätzlich wurden entlastende und zum Teil eidesstattliche Aussagen von mehreren Wegbegleitern aus der Zeit des Krieges gefälscht, hinzugegeben.
Der wichtigste Fürsprecher für Oberländer war der Regierungsdirektor Hans von Herwarth, der in der Bayerischen Staatskanzlei häufig Persilscheine zur Reinwaschung vom Nationalsozialismus ausstellte. Herwarth hatte 1942/1943 eng mit Oberländer im Kaukasus zusammengearbeitet, war Sonderverbindung der Organisation Gehlen und zugleich Vertrauensmann der Amerikaner, die ihrerseits die Entnazifizierung überwachten. Die dabei zusammengetragenen „Aussagen“ reichten bis dahin, dass sogar die SS oder der SD die Ermordung Oberländers geplant hätte. Im Zuge des von der Organisation Gehlen gefälschten und der von Oberländer eingereichten Unterlagen für das Entnazifizierungsverfahrens attestierte ihm die Spruchkammer eine „antinationalistische Gesamthaltung... bei der ein nachweisbarer fortgesetzter Widerstand gegen die nationalsozialistische Gewaltherrschaft“ im Vordergrund gestanden hätte. Das Gesamturteil der Spruchkammer lautete daraufhin, ihn als „entlastet“ einzustufen. Wenige Wochen später, Anfang 1948, löste er sich von der Organisation Gehlen, weil sich die kleinteilige Arbeit dort nicht mehr mit seinen Ambitionen deckte. Diese waren nun, mit eigenen Organisationen unter Einbeziehung der Emigrantenbewegung, den Kampf zur Überwindung des Bolschewismus mit Mitteln der psychologischen Kriegsführung, wie er in einem Brief vom 16. August 1949 schrieb, aufzunehmen. Die „Professorengruppe“ wurde dann im Dezember 1949 aufgelöst.
Um diesen Weg zu beschreiten, wurde Oberländer 1948 zunächst Mitglied der FDP. Im Jahr 1950 gehörte er zu den Mitbegründern des Bundes der Heimatvertriebenen und Entrechteten (BHE) und wurde sogleich Landesvorsitzender des BHE in Bayern. Nun auch für die in Bayern eingerichteten Flüchtlingslager zuständig, gab er 1951 seine Einwilligung, dass bei den eintreffenden Flüchtlingen eine nachrichtendienstliche Erfassung und entsprechende Vernehmungen durchgeführt werden dürfen. 1951 bis 1955 gehörte Oberländer dem GB/BHE-Bundesvorstand an und war zuletzt von 1954 bis 1955 dessen Bundesvorsitzender. Bei der Landtagswahl am 26. November 1950 erhielt der GB/BHE 12,3 Prozent der abgegebenen Stimmen. Oberländer zog über die Liste des BHE in den Bayerischen Landtag ein. Er war vom 3. Januar 1951 bis zum 24. Februar 1953 Staatssekretär für Flüchtlingsfragen im bayerischen Staatsministerium des Innern.

### Bundespolitik
Oberländer wurde 1953 Mitglied des Deutschen Bundestages, dem er bis 1961 angehörte. Bei der Bundestagswahl 1953 zog er über die bayerische Landesliste des BHE in den Bundestag ein, bei der Bundestagswahl 1957 als direkt gewählter CDU-Abgeordneter des Wahlkreises Hildesheim.
Am 20. Oktober 1953 wurde er als Bundesminister für Angelegenheiten der Vertriebenen in die von Bundeskanzler Konrad Adenauer geführte Bundesregierung berufen. Am 1. Februar 1954 wurde das von ihm geleitete Ministerium in Bundesministerium für Vertriebene, Flüchtlinge und Kriegsgeschädigte umbenannt. Als Minister förderte er die Integration der Vertriebenen und Flüchtlinge in die Bundesrepublik. Neben der nun in seinen Ämtern weiter verfolgten Strategie, mittels psychologischer Kriegsführung, die „Überwindung des Bolschewismus“ als ein Programm zur Unterstützung eines möglichen Waffenkrieges zu erreichen, unterstützte er in zahlreichen Einzelbeispielen, dass Personen mit NS-Belastungen aus seinem früheren Umgangskreisen während der Zeit des „Dritten Reiches“ in Entscheidungspositionen mit politischen, ökonomischen und nachrichtendienstlichen Befugnissen platziert werden konnten. Einer dieser Mitarbeiter war beispielsweise der vormalige SS-Offizier Gerhard Wolfrum, der von der Organisation Gehlen kommend 1953 Oberländers persönlicher Assistent wurde. Wolfrum war schon in Königsberg beim Bund Deutscher Osten Kollege von Oberländer gewesen und hatte ähnlich wie Oberländer während des Krieges an der Kolonialisierung Südrusslands mitgewirkt.
Am 12. Juli 1955 verließ er gemeinsam mit Waldemar Kraft und anderen (Gruppe Kraft/Oberländer, zeitgenössisch auch tituliert als „K.O.-Gruppe“) die GB/BHE-Bundestagsfraktion. Am 15. Juli 1955 schlossen sich die Mitglieder dieser Gruppe der CDU/CSU-Bundestagsfraktion als Gäste an. 1956 traten die Mitglieder der Gruppe Kraft/Oberländer der CDU bei und wurden am 20. März 1956 auch Mitglieder der CDU/CSU-Bundestagsfraktion.
Oberländer war von 1958 bis 1964 Vorsitzender des CDU-Landesverbandes Oder-Neiße.

### Rücktritt

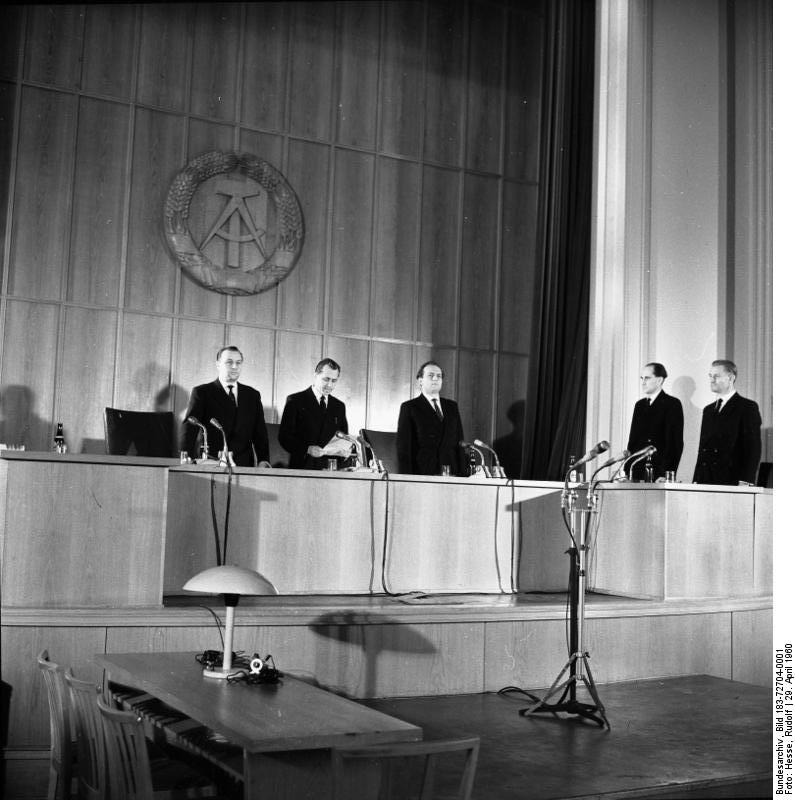
Urteilsverkündung gegen Oberländer vor dem Obersten Gericht der DDR am 29. April 1960

Ab 1958/1959 mehrten sich in der Öffentlichkeit der Bundesrepublik Deutschland kritische Positionen gegen die politisch instrumentalisierte Vertriebenenpolitik und die für eingeweihte Kreise offensichtliche Liaison zwischen dem Bundesnachrichtendienst und den Vertriebenenorganisationen, vor allem in Bayern. Dabei rückten durch einzelne Veröffentlichungen vor allem der sogenannte „Soziale Helfering“, die Rekrutierung von NS-belastetem Personal für politische Strukturen über den Weg der Vertriebenenorganisationen und die Urheberschaft für diese Aktivitäten bei Theodor Oberländer immer stärker in den Mittelpunkt. Diese kritischen Stimmen in der Öffentlichkeit mehrten sich, wurden aber von der Regierung unter Konrad Adenauer bewusst ignoriert und heruntergespielt. Um diese, vor allem auf geheimdienstlich und ideologisch diverse Angriffe ausgerichtete Form des Kalten Krieges zu unterbinden, startete die DDR Anfang 1960 eine Offensive, um am Beispiel Oberländers die „Wesensgleichheit des Bonner Systems mit dem Hitlerfaschismus (zu) beweisen“. Ziel war dabei die Unterbindung seines geheimdienstlichen Wirkens in die DDR und weitere Länder des Ostens. Am 29. April 1960 wurde Oberländer aus diesem Anlass in der DDR in einem Prozess vor dem Obersten Gericht der DDR in Abwesenheit wegen der Erschießung von mehreren tausend Juden und Polen in Lemberg zu einer lebenslangen Zuchthausstrafe verurteilt. Der Journalist und Autor Bernt Engelmann, späterer Prozess-Gegner Oberländers, wie auch andere wurden bei der Kampagne gegen Oberländer von der DDR-Administration juristisch und geheimdienstlich unterstützt. Akten des Bundesbeauftragten für die Stasi-Unterlagen belegen dabei, dass Oberländer Dokumente seiner beruflichen Entwicklung und Zeugenaussagen gefälscht hatte. Die Bonner Staatsanwaltschaft kam bereits im April 1961 zu dem Schluss, es würde für die Anschuldigungen des Obersten Gerichtes der DDR keinerlei Anhaltspunkte geben. Ziel dabei und auch das weitere Stillhalten Konrad Adenauers in der Öffentlichkeit war aber, den Schaden weiter auf kleiner Flamme zu halten. Dabei wurde vor allem die in diesem Zusammenhang in der BRD-Öffentlichkeit laut gewordene Kritik an der Vertuschung der von Deutschen im NS-Staat begangenen Kriegsverbrechen und ihr Umgang mit den Tätern in der BDR völlig ignoriert. Oberländers Verteidiger Friedrich Wolff räumte sogar ein, sein Mandant „habe das Rechtswidrige seines Tuns nicht zu erkennen brauchen.“ In der Berichterstattung der Zeitschrift Der Spiegel wurde den Verteidigern unterstellt, sie hätten Oberländer als „ungeheuer agilen und geltungsbedürftigen Mitläufer“ bezeichnet. Nach Darstellung Wolffs wurde diese Formulierung jedoch nicht aus dem Plädoyer entnommen, sondern, wie ihm ein Spiegel-Mitarbeiter anvertraut habe, später von der Spiegel-Redaktion selbst nachgearbeitet.
Bundeskanzler Adenauer lehnte nach der Verurteilung, ein nun nicht mehr zu umgehendes Rücktrittsangebot Oberländers zunächst fadenscheinig ab. Nachdem jedoch die SPD einen Untersuchungsausschuss über die Vergangenheit Oberländers beantragt hatte, war er nicht mehr zu halten und trat am 4. Mai 1960 mit Erreichen der Pensionsberechtigung zurück. Das erfolgte natürlicherweise mit der öffentlichkeitswirksamen Zurückweisung der Vorwürfe. Zuvor hatte er zahlreiche Prozesse gegen seine Gegner angestrengt, denen er sich auch als Pensionär weiterhin widmete. In einem Spiegel-Artikel wird auf eine Würdigung Adenauers hingewiesen: „Den wohlwollendsten politischen Nachruf sprach der alte, kalte Menschenkenner Adenauer: Oberländer sei ‚einer von den Anständigeren, nicht von den Anständigen‘' gewesen.“

### Späteres Leben
Bei der Bundestagswahl 1961 verfehlte Oberländer als Kandidat auf der niedersächsischen Landesliste der CDU den Wiedereinzug in den Bundestag. Er rückte am 9. Mai 1963 für die verstorbene Abgeordnete Elisabeth Vietje nach und gehörte dem 4. Deutschen Bundestag bis zum Ende der Wahlperiode am 17. Oktober 1965 an. Ab 1965 beriet er den Mannesmann-Konzern in wirtschaftlichen und rüstungstechnischen Fragen.
In den 1970er Jahren engagierte sich der in Bonn lebende Oberländer in der Gesellschaft für freie Publizistik und im Verein für das Deutschtum im Ausland. 1981 trat er als Mitunterzeichner des Heidelberger Manifestes in Erscheinung, das sich gegen eine „Unterwanderung des deutschen Volkes“ und „Überfremdung“ der deutschen Sprache und Kultur aussprach.
Das Landgericht Berlin hob am 24. November 1993, gut drei Jahre nach der Wiedervereinigung, das 1960 ergangene DDR-Urteil gegen Oberländer aus formalen Gründen nach dem StrRehaG auf (552 Rh 3 Js 66/90), weil „die Hauptverhandlung gesetzwidrig in Abwesenheit des Betroffenen geführt“ worden war. Erneut, nach Prüfung der nun insgesamt zur Verfügung stehenden Akten leitete die Staatsanwaltschaft Köln 1996 ein Ermittlungsverfahren gegen Oberländer ein. Nach seinem Tod am 4. Mai 1998 stellte die Kölner Staatsanwaltschaft Ermittlungen gegen Oberländer wegen angeblicher Beteiligung an Kriegsverbrechen in Lemberg und im Kaukasus während seines Einsatzes in einer von der SS-rekrutierten Einheit von russischen Kriegsgefangenen ein.
Theodor Erich Oberländer war verheiratet mit Erika Oberländer, geborene Buchholz, und hatte drei Kinder.

## Auszeichnungen
Oberländer erhielt 1958 das Großkreuz des Verdienstordens der Bundesrepublik Deutschland. 1986 wurde ihm von Franz Josef Strauß (CSU) der Bayrische Verdienstorden verliehen.

## Romanbezüge
- Jonathan Littell: Die Wohlgesinnten. Übersetzt von Hainer Kober. Berlin Verlag, Berlin 2008, ISBN 978-3-8270-0738-4 (O.s Taten im Kaukasus und in der Ukraine werden ausführlich dargestellt)

## Kabinette
- Kabinett Adenauer II
- Kabinett Adenauer III

## Veröffentlichungen (Auswahl)
- Die agrarische Überbevölkerung Polens. Volk und Reich, Berlin 1935.
- Der Bevölkerungsdruck im deutsch-polnischen Grenzgebiet. In: Neues Volk – Blätter des Rassenpolitischen Amtes der NSDAP, Band 5, Berlin 1937 (Google Books).
- Baltikum in Zahlen: Estland, Lettland, Litauen, Memelgebiet, gemeinsam mit Walter Eginhard, Institut für Osteuropäische Wirtschaft Königsberg 1937
- Nationalität und Volkswille im Memelgebiet Bamberg Verlag Greifswald 1939
- Die agrarische Überbevölkerung Ostmitteleuropas. In: Hermann Aubin u. a. (Hrsg.): Deutsche Ostforschung. Ergebnisse und Aufgaben seit dem ersten Weltkrieg, Bd. 2 (Deutschland und der Osten. Quellen und Forschungen zur Geschichte ihrer Beziehungen, Bd. 21), Leipzig 1943, S. 416–427.
- Bayern und sein Flüchtlingsproblem. Bayerisches Staatsministerium des Innern, der Staatssekretär für Angelegenheiten der Heimatvertriebenen, München 1953.
- Die Überwindung der deutschen Not. (= Lebendige Wirtschaft Bd. 5.) Leske, Darmstadt 1954.
- Das Weltflüchtlingsproblem. Vortrag, gehalten vor dem Rhein-Ruhr-Club am 8. Mai 1959. Sonderausg. des Arbeits- u. Sozialministers des Landes Nordrhein-Westfalen. Bundesministerium für Vertriebene, Flüchtlinge und Kriegsgeschädigte. Bonn 1959
- Der Osten und die deutsche Wehrmacht. Sechs Denkschriften aus den Jahren 1941–43 gegen die NS-Kolonialthese. (= Zeitgeschichtliche Bibliothek, Band 2.) Hrsg. Zeitgeschichtliche Forschungsstelle Ingolstadt, Mut-Verlag, Asendorf 1987, ISBN 3-89182-026-7.

### Publikationen vor 1990

#### Publikationen in der DDR
- Ausschuß für Deutsche Einheit: Die Wahrheit über Oberländer. Berlin 1960.
- Ausschuß für Deutsche Einheit (Hrsg.): Der Oberländer-Prozeß. Berlin 1960.
- Braunbuch. Kriegs- und Naziverbrecher in der Bundesrepublik. Berlin 1965, S. 292–294.

#### Publikationen in der Bundesrepublik Deutschland
- Victor Silling: Die Hintergründe des Falles Oberländer. Grenzland-Verlag Rock & Co., Groß Denkte/Wolfenbüttel 1960.
- Kurt Ziesel: Der rote Rufmord – Eine Dokumentation zum Kalten Krieg. Verlag Fritz Schlichtenmayer, Tübingen 1961. (in Zusammenarbeit mit Oberländer verfasst).
- Hermann Raschhofer: Der Fall Oberländer. Verlag Fritz Schlichtenmayer, Tübingen 1962. (vom Bundespresseamt finanziert).[103]
- Nachtigall in Lemberg. In: Der Spiegel. Nr. 9, 1960 (online – Artikel über Theodor Oberländer).
- Oberländer, Theodor Erich. In: Walter Habel (Hrsg.): Wer ist wer? Das deutsche Who’s who. 24. Ausgabe. Schmidt-Römhild, Lübeck 1985, ISBN 3-7950-2005-0, S. 908.

### Publikationen nach 1990
- Siegfried Schütt: Theodor Oberländer – Eine dokumentarische Untersuchung. Langen Müller, München 1995.
- Franz Menges, Philipp-Christian Wachs: Oberländer, Theodor. In: Neue Deutsche Biographie (NDB). Band 19, Duncker & Humblot, Berlin 1999, ISBN 3-428-00200-8, S. 392–394 (Digitalisat).
- Philipp-Christian Wachs: Der Fall Oberländer (1905–1998). Ein Lehrstück deutscher Geschichte. Campus Verlag, Frankfurt am Main 2000, ISBN 3-593-36445-X.
- Klaus Wiegrefe: Der seltsame Professor. In: Der Spiegel. Nr. 27, 2000, S. 62–66 (online).
- Philipp-Christian Wachs: Die Inszenierung eines Schauprozesses – das Verfahren gegen Theodor Oberländer vor dem Obersten Gericht der DDR. In: Schriftenreihe des Berliner Landesbeauftragten für die Unterlagen des Staatssicherheitsdienstes der ehemaligen DDR, Band 14, Berlin 2001.
- Albert Jeloschek, Friedrich Richter, Ehrenfried Schütte, Johannes Semler jun.: Freiwillige am Kaukasus. Leopold Stocker Verlag, Graz 2003 (unter Mitwirkung Oberländers erstelltes Erinnerungsbuch der Kameradschaft „Bergmann“).
- Tuviah Friedman: Der Nazi-Minister Theo Oberländer begann als erster mit den Massen-Erschießungen der Juden in Lemberg, Anfang Juli 1941. Institute of Documentation in Israel for the Investigation of Nazi War Crimes, Haifa 2004.
- Hannes Heer: Blutige Ouvertüre. Lemberg, 30. Juni 1941: Mit dem Einmarsch der Wehrmachttruppen beginnt der Judenmord. In: Die Zeit, Nr. 2001/26.